# از دوردست
از دوردست فیلمی به کارگردانی و نویسندگی رامین محسنی محصول سال ۱۳۸۴ است.

## خلاصه داستان
سه موقعیت مختلف از زندگی یک جوان امروزی ایرانی در شهر تهران است. او به عنوان یک دانشجوی سینما، یک تاجر علاقه‌مند به نقاشی و یک آرشیتکت در تلاش است. در مواجهه با تاریخ و کلمه، نقش و عشق، و آسمان و زمین، به آرامش و تعادل دست یابد.

## بازیگران
- جمشید هاشم‌پور
- کوروش تهامی
- بهناز جعفری
- داریوش ارجمند
- مهدی میامی
- محمدعلی نجفی
- ابراهیم‌آبادی
- بیوک میرزایی
- زهره صفوی
- مهدی تقی‌نیا
- امیر دژکام
- محبوبه بیات
- همایون ارشادی
- بهرام علیان
- مسعود حقی
- رضا افشار
- فربد نامورآزاد
- سعیده عرب
- استادآمان گلدی‌شرقی
- مراد تورانی
- پدیده برومند
- سهیل بهادرمنش
- عباس محمدی
- جمال سلیمانی
- مرجان تاجیک